# Ligue C de la Ligue des nations de la CONCACAF 2022-2023
Navigation
Ligue C 2019-2020 Ligue C 2023-2024
La Ligue C de la Ligue des nations 2022-2023 est la troisième division de la Ligue des nations 2022-2023, deuxième édition d'une compétition impliquant les équipes nationales masculines des 41 associations membres de la CONCACAF.

## Format
La Ligue C se compose de treize équipes qui sont séparées en trois groupes de trois équipes, et d'un groupe de quatre équipes. Les vainqueurs de chaque groupe sont promus en Ligue B pour la saison 2023-2024 et se qualifient également pour les Éliminatoires de la Gold Cup 2023.

### Changements d'équipes
| Relégués de Ligue B                                     |
| ------------------------------------------------------- |
| Aruba Dominique Saint-Christophe-et-Niévès Sainte-Lucie |

| Promus en Ligue B                    |
| ------------------------------------ |
| Bahamas Barbade Guadeloupe Guatemala |

### Tirage au sort
Les équipes de la Ligue C sont reparties en trois chapeaux, dont deux de quatre équipes, et d'un de cinq équipes, placées selon leur coefficient. 
Le tirage au sort de la phase de groupes a lieu à Miami en Floride, le 4 avril 2022.
| Équipe                     | Coeff | Classement |
| -------------------------- | ----- | ---------- |
| Saint-Christophe-et-Niévès | 910   | 22         |
| Porto Rico                 | 725   | 28         |
| Bonaire                    | 718   | 29         |
| Sainte-Lucie               | 709   | 30         |

| Équipe                  | Coeff | Classement |
| ----------------------- | ----- | ---------- |
| Dominique               | 625   | 32         |
| Aruba                   | 528   | 34         |
| Îles Caïmans            | 512   | 35         |
| Îles Turques-et-Caïques | 448   | 36         |

| Équipe                      | Coeff | Classement |
| --------------------------- | ----- | ---------- |
| Saint-Martin                | 381   | 37         |
| Sint Maarten                | 296   | 38         |
| Îles Vierges des États-Unis | 246   | 39         |
| Anguilla                    | 218   | 40         |
| Îles Vierges britanniques   | 152   | 41         |

## Groupes
Légende des classements
- Promotion en Ligue B et qualification pour les éliminatoires de la Gold Cup 2021

### Groupe A
| Rang | Équipe                      | Pts | J | G | N | P | Bp | Bc | Diff |  | Résultats (▼ dom., ► ext.)  |     |     |     |     |
| ---- | --------------------------- | --- | - | - | - | - | -- | -- | ---- |  | --------------------------- | --- | --- | --- | --- |
| 1    | Sint Maarten                | 11  | 6 | 3 | 2 | 1 | 19 | 9  | +10  |  | Sint Maarten                |     | 6-1 | 8-2 | 1-1 |
| 2    | Bonaire                     | 10  | 6 | 3 | 1 | 2 | 12 | 11 | +1   |  | Bonaire                     | 2-2 |     | 1-2 | 2-0 |
| 3    | Îles Turques-et-Caïques     | 9   | 6 | 3 | 0 | 3 | 10 | 16 | -6   |  | Îles Turques-et-Caïques     | 2-0 | 1-4 |     | 1-0 |
| 4    | Îles Vierges des États-Unis | 4   | 6 | 1 | 1 | 4 | 5  | 10 | -5   |  | Îles Vierges des États-Unis | 1-2 | 1-2 | 3-2 |     |

| 1re journée             | Sint Maarten  | 1 - 1   | Îles Vierges des États-Unis | Stadion Rignaal Jean Francisca, Willemstad |                           |
| 3 juin 2022 16:30 UTC−4 | Gerritsen 83e | (0 - 1) | 8e Mack                     | Arbitrage : Oshane Nation                  | Arbitrage : Oshane Nation |
| 3 juin 2022 16:30 UTC−4 | Rapport       |         |                             | Arbitrage : Oshane Nation                  | Arbitrage : Oshane Nation |

| 3 juin 2022 | Îles Turques-et-Caïques | 1 - 4   | Bonaire                          | TCIFA National Academy, Providenciales |                              |
| 16:30 UTC−4 | Shand Jr. 86e           | (0 - 2) | 5e 16e 80e Cicilia · 57e Libania | Arbitrage : Ken Pennyfeather           | Arbitrage : Ken Pennyfeather |
| 16:30 UTC−4 | Rapport                 |         |                                  | Arbitrage : Ken Pennyfeather           | Arbitrage : Ken Pennyfeather |

| 2e journée              | Bonaire                | 2 - 2   | Sint Maarten                   | Stadion Rignaal Jean Francisca, Willemstad |                              |
| 6 juin 2022 16:00 UTC−4 | Libania 9e · Hoeve 18e | (2 - 2) | 27e Kerssies · 32e (csc) Hoeve | Arbitrage : Ricangel de Leça               | Arbitrage : Ricangel de Leça |
| 6 juin 2022 16:00 UTC−4 | [Rapport]              |         |                                | Arbitrage : Ricangel de Leça               | Arbitrage : Ricangel de Leça |

| 6 juin 2022 | Îles Vierges des États-Unis                | 3 - 2   | Îles Turques-et-Caïques        | Bethlehem Soccer Stadium, Sainte-Croix |                           |
| 16:00 UTC−4 | Browne 19e · Mills 77e · Mack 90+6e (pen.) | (1 - 1) | 45+3e Paul · 56e (csc) Farrell | Arbitrage : Natalie Simon              | Arbitrage : Natalie Simon |
| 16:00 UTC−4 | [Rapport]                                  |         |                                | Arbitrage : Natalie Simon              | Arbitrage : Natalie Simon |

| 3e journée               | Îles Vierges des États-Unis | 0 - 2   | Bonaire                  | Bethlehem Soccer Stadium, Sainte-Croix |                                |
| 11 juin 2022 16:00 UTC−4 |                             | (0 - 0) | 81e Cicilia · 84e Isenia | Arbitrage : Marcos de Oliveira         | Arbitrage : Marcos de Oliveira |
| 11 juin 2022 16:00 UTC−4 | Rapport                     |         |                          | Arbitrage : Marcos de Oliveira         | Arbitrage : Marcos de Oliveira |

| 11 juin 2022 | Sint Maarten                                                               | 8 - 2   | Îles Turques-et-Caïques | Stadion Rignaal Jean Francisca, Willemstad |                          |
| 18:00 UTC−4  | Lake 2e 18e 44e 65e · Hughes 14e 63e · Gerritsen 68e (pen.) · Jacobs 90+4e | (4 - 2) | 37e 45+3e Forbes        | Arbitrage : Óscar Macías                   | Arbitrage : Óscar Macías |
| 18:00 UTC−4  | Rapport                                                                    |         |                         | Arbitrage : Óscar Macías                   | Arbitrage : Óscar Macías |

| 4e journée               | Bonaire                       | 2 - 0   | Îles Vierges des États-Unis | Stadion Rignaal Jean Francisca, Willemstad |                          |
| 14 juin 2022 16:00 UTC−4 | Cicilia 4e · Sonnenschein 33e | (2 - 0) |                             | Arbitrage : Katia García                   | Arbitrage : Katia García |
| 14 juin 2022 16:00 UTC−4 | Rapport                       |         |                             | Arbitrage : Katia García                   | Arbitrage : Katia García |

| 14 juin 2022 | Îles Turques-et-Caïques | 2 - 0   | Sint Maarten | TCIFA National Academy, Providenciales |                             |
| 16:30 UTC−4  | Paul 48e 70e            | (0 - 0) |              | Arbitrage : Myriam Marcotte            | Arbitrage : Myriam Marcotte |
| 16:30 UTC−4  | Rapport                 |         |              | Arbitrage : Myriam Marcotte            | Arbitrage : Myriam Marcotte |

| 5e journée               | Îles Turques-et-Caïques | 1 - 0   | Îles Vierges des États-Unis | TCIFA National Academy, Providenciales |                               |
| 25 mars 2023 15:30 UTC−4 | Beljour 69e             | (0 - 0) |                             | Arbitrage : Christopher Mason          | Arbitrage : Christopher Mason |
| 25 mars 2023 15:30 UTC−4 | Rapport                 |         |                             | Arbitrage : Christopher Mason          | Arbitrage : Christopher Mason |

| 25 mars 2023 | Sint Maarten                                                | 6 - 1   | Bonaire     | Bethlehem Soccer Stadium, Sainte-Croix |                          |
| 16:00 UTC−4  | de Vries 5e · Lake 9e 55e 84e (pen.) · Amatkarijo · Illidge | (2 - 0) | 69e Montero | Arbitrage : Nima Saghafi               | Arbitrage : Nima Saghafi |
| 16:00 UTC−4  | Rapport                                                     |         |             | Arbitrage : Nima Saghafi               | Arbitrage : Nima Saghafi |

| 6e journée               | Îles Vierges des États-Unis | 1 - 2   | Sint Maarten       | Bethlehem Soccer Stadium, Sainte-Croix |                            |
| 28 mars 2023 16:00 UTC−4 | Kendall 766e                | (0 - 0) | 58e Lake · 86e Cox | Arbitrage : Reginald Gumbs             | Arbitrage : Reginald Gumbs |
| 28 mars 2023 16:00 UTC−4 | Rapport                     |         |                    | Arbitrage : Reginald Gumbs             | Arbitrage : Reginald Gumbs |

| 28 mars 2023 | Bonaire    | 1 - 2   | Îles Turques-et-Caïques | Stadion Antonio Trenidat, Rincon |                             |
| 19:00 UTC−4  | Montero 2e | (1 - 2) | 18e 40e Forbes          | Arbitrage : Kwinsi Williams      | Arbitrage : Kwinsi Williams |
| 19:00 UTC−4  | Rapport    |         |                         | Arbitrage : Kwinsi Williams      | Arbitrage : Kwinsi Williams |

### Groupe B
| Rang | Équipe                       | Pts | J | G | N | P | Bp | Bc | Diff |  | Résultats (▼ dom., ► ext.)   |     |     |     |
| ---- | ---------------------------- | --- | - | - | - | - | -- | -- | ---- |  | ---------------------------- | --- | --- | --- |
| 1    | Saint-Christophe-et-Niévès R | 10  | 4 | 3 | 1 | 0 | 9  | 4  | +5   |  | Saint-Christophe-et-Niévès R |     | 2-0 | 1-1 |
| 2    | Aruba R                      | 4   | 4 | 1 | 1 | 2 | 5  | 5  | 0    |  | Aruba R                      | 2-3 |     | 3-0 |
| 3    | Saint-Martin                 | 2   | 4 | 0 | 2 | 2 | 2  | 7  | -5   |  | Saint-Martin                 | 1-3 | 0-0 |     |

| 1re journée             | Saint-Martin | 0 - 0   | Aruba | Raymond E. Guishard Technical Centre, The Valley |                                |
| 3 juin 2022 16:00 UTC−4 |              | (0 - 0) |       | Arbitrage : Trevester Richards                   | Arbitrage : Trevester Richards |
| 3 juin 2022 16:00 UTC−4 | Rapport      |         |       | Arbitrage : Trevester Richards                   | Arbitrage : Trevester Richards |

| 2e journée              | Aruba                            | 3 - 0   | Saint-Martin | Stadion Rignaal Jean Francisca, Willemstad |                           |
| 6 juin 2022 19:00 UTC−4 | Groothusen 25e 35e · Maria 45+2e | (3 - 0) |              | Arbitrage : Steffon Dewar                  | Arbitrage : Steffon Dewar |
| 6 juin 2022 19:00 UTC−4 | Rapport                          |         |              | Arbitrage : Steffon Dewar                  | Arbitrage : Steffon Dewar |

| 3e journée              | Aruba                                | 2 - 3   | Saint-Christophe-et-Niévès                  | Stadion Rignaal Jean Francisca, Willemstad |                              |
| 9 juin 2022 18:00 UTC−4 | Breinburg 55e (pen.) · Jiménez 90+5e | (0 - 2) | 6e Bertie · 32e Sterling-James · 83e Nelson | Arbitrage : Daneon Parchment               | Arbitrage : Daneon Parchment |
| 9 juin 2022 18:00 UTC−4 | Rapport                              |         |                                             | Arbitrage : Daneon Parchment               | Arbitrage : Daneon Parchment |

| 4e journée               | Saint-Christophe-et-Niévès | 1 - 1   | Saint-Martin | Warner Park, Basseterre   |                           |
| 12 juin 2022 19:00 UTC−4 | Clarke 90+2e               | (0 - 1) | 34e Arné     | Arbitrage : Jaime Herrera | Arbitrage : Jaime Herrera |
| 12 juin 2022 19:00 UTC−4 | Rapport                    |         |              | Arbitrage : Jaime Herrera | Arbitrage : Jaime Herrera |

| 5e journée               | Saint-Martin | 1 - 3   | Saint-Christophe-et-Niévès                  | Raymond E. Guishard Technical Centre, The Valley |                           |
| 23 mars 2023 16:00 UTC−4 | Arné 31e     | (1 - 2) | 26e Williams · 35e Sawyers · 89e Panayiotou | Arbitrage : Steffon Dewar                        | Arbitrage : Steffon Dewar |
| 23 mars 2023 16:00 UTC−4 | Rapport      |         |                                             | Arbitrage : Steffon Dewar                        | Arbitrage : Steffon Dewar |

| 6e journée               | Saint-Christophe-et-Niévès | 2 - 0   | Aruba | Warner Park, Basseterre     |                             |
| 26 mars 2023 18:00 UTC−4 | Freeman 45+1e 80e          | (1 - 0) |       | Arbitrage : Benjamín Pineda | Arbitrage : Benjamín Pineda |
| 26 mars 2023 18:00 UTC−4 | Rapport                    |         |       | Arbitrage : Benjamín Pineda | Arbitrage : Benjamín Pineda |

### Groupe C
| Rang | Équipe         | Pts | J | G | N | P | Bp | Bc | Diff |  | Résultats (▼ dom., ► ext.) |     |     |     |
| ---- | -------------- | --- | - | - | - | - | -- | -- | ---- |  | -------------------------- | --- | --- | --- |
| 1    | Sainte-Lucie R | 12  | 4 | 4 | 0 | 0 | 8  | 2  | +6   |  | Sainte-Lucie R             |     | 3-1 | 2-0 |
| 2    | Dominique R    | 2   | 4 | 0 | 2 | 2 | 2  | 5  | -3   |  | Dominique R                | 0-1 |     | 1-1 |
| 3    | Anguilla       | 2   | 4 | 0 | 2 | 2 | 2  | 5  | -3   |  | Anguilla                   | 1-2 | 0-0 |     |

| 1re journée             | Anguilla | 0 - 0   | Dominique | Raymond E. Guishard Technical Centre, The Valley |                             |
| 2 juin 2022 16:00 UTC−4 |          | (0 - 0) |           | Arbitrage : Tristley Bassue                      | Arbitrage : Tristley Bassue |
| 2 juin 2022 16:00 UTC−4 | Rapport  |         |           | Arbitrage : Tristley Bassue                      | Arbitrage : Tristley Bassue |

| 2e journée              | Dominique | 1 - 1   | Anguilla     | Warner Park, Basseterre     |                             |
| 5 juin 2022 15:00 UTC−4 | Wade 4e   | (1 - 0) | 57e Guishard | Arbitrage : Sherwin Johnson | Arbitrage : Sherwin Johnson |
| 5 juin 2022 15:00 UTC−4 | Rapport   |         |              | Arbitrage : Sherwin Johnson | Arbitrage : Sherwin Johnson |

| 3e journée              | Dominique | 0 - 1   | Sainte-Lucie   | Windsor Park, Roseau        |                             |
| 9 juin 2022 15:00 UTC−4 |           | (0 - 0) | 57e Macfarlane | Arbitrage : Odette Hamilton | Arbitrage : Odette Hamilton |
| 9 juin 2022 15:00 UTC−4 | Rapport   |         |                | Arbitrage : Odette Hamilton | Arbitrage : Odette Hamilton |

| 4e journée               | Sainte-Lucie             | 2 - 0   | Anguilla | Daren Sammy Cricket Ground, Gros Islet |                             |
| 12 juin 2022 18:00 UTC−4 | Remy 57e · Frederick 60e | (1 - 0) |          | Arbitrage : Kwinsi Williams            | Arbitrage : Kwinsi Williams |
| 12 juin 2022 18:00 UTC−4 | Rapport                  |         |          | Arbitrage : Kwinsi Williams            | Arbitrage : Kwinsi Williams |

| 5e journée               | Anguilla      | 1 - 2   | Sainte-Lucie               | Raymond E. Guishard Technical Centre, The Valley |                          |
| 24 mars 2023 15:00 UTC−4 | Carpenter 76e | (0 - 2) | 18e Remy · 45+2e President | Arbitrage : Moeth Gaymes                         | Arbitrage : Moeth Gaymes |
| 24 mars 2023 15:00 UTC−4 | Rapport       |         |                            | Arbitrage : Moeth Gaymes                         | Arbitrage : Moeth Gaymes |

| 6e journée               | Sainte-Lucie                      | 3 - 1   | Dominique  | Daren Sammy Cricket Ground, Gros Islet |                             |
| 27 mars 2023 17:00 UTC−4 | President 19e · Frederick 40e 62e | (2 - 0) | 84e Thomas | Arbitrage : Myriam Marcotte            | Arbitrage : Myriam Marcotte |
| 27 mars 2023 17:00 UTC−4 | Rapport                           |         |            | Arbitrage : Myriam Marcotte            | Arbitrage : Myriam Marcotte |

### Groupe D
| Rang | Équipe                    | Pts | J | G | N | P | Bp | Bc | Diff |  | Résultats (▼ dom., ► ext.) |     |     |     |
| ---- | ------------------------- | --- | - | - | - | - | -- | -- | ---- |  | -------------------------- | --- | --- | --- |
| 1    | Porto Rico                | 12  | 4 | 4 | 0 | 0 | 17 | 2  | +15  |  | Porto Rico                 |     | 5-1 | 6-0 |
| 2    | Îles Caïmans              | 2   | 4 | 0 | 2 | 2 | 3  | 10 | -7   |  | Îles Caïmans               | 0-3 |     | 1-1 |
| 3    | Îles Vierges britanniques | 2   | 4 | 0 | 2 | 2 | 3  | 11 | -8   |  | Îles Vierges britanniques  | 1-3 | 1-1 |     |

| 1re journée             | Îles Vierges britanniques | 1 - 1   | Îles Caïmans | Sherly Ground, Road Town |                          |
| 3 juin 2022 16:00 UTC−4 | Caesar 63e                | (0 - 0) | 82e Conolly  | Arbitrage : Nima Saghafi | Arbitrage : Nima Saghafi |
| 3 juin 2022 16:00 UTC−4 | Rapport                   |         |              | Arbitrage : Nima Saghafi | Arbitrage : Nima Saghafi |

| 2e journée              | Îles Caïmans      | 1 - 1   | Îles Vierges britanniques | Stade Truman-Bodden, George Town |                            |
| 6 juin 2022 17:00 UTC−5 | Ebanks 25e (pen.) | (1 - 0) | 46e Wilson                | Arbitrage : Rubiel Vazquez       | Arbitrage : Rubiel Vazquez |
| 6 juin 2022 17:00 UTC−5 | Rapport           |         |                           | Arbitrage : Rubiel Vazquez       | Arbitrage : Rubiel Vazquez |

| 3e journée              | Îles Caïmans | 0 - 3   | Porto Rico                            | Stade Truman-Bodden, George Town |                          |
| 9 juin 2022 17:00 UTC−5 |              | (0 - 1) | 23e 64e (pen.) Angking · 84e Valentin | Arbitrage : Sergio Reyna         | Arbitrage : Sergio Reyna |
| 9 juin 2022 17:00 UTC−5 | Rapport      |         |                                       | Arbitrage : Sergio Reyna         | Arbitrage : Sergio Reyna |

| 4e journée               | Porto Rico                                              | 6 - 0   | Îles Vierges britanniques | Stade athlétique de Mayagüez, Mayagüez |                             |
| 12 juin 2022 18:00 UTC−4 | Ríos 12e · R.Rivera 23e (pen.) 39e 49e 51e · G.Díaz 31e | (4 - 0) |                           | Arbitrage : Germán Martínez            | Arbitrage : Germán Martínez |
| 12 juin 2022 18:00 UTC−4 | Rapport                                                 |         |                           | Arbitrage : Germán Martínez            | Arbitrage : Germán Martínez |

| 5e journée               | Îles Vierges britanniques | 1 - 3   | Porto Rico                             | Sherly Ground, Road Town |                        |
| 23 mars 2023 15:00 UTC−4 | Forbes 36e (pen.)         | (1 - 1) | 44e Antonetti · 46e Vega · 90+4e Silva | Arbitrage : Reon Radix   | Arbitrage : Reon Radix |
| 23 mars 2023 15:00 UTC−4 | Rapport                   |         |                                        | Arbitrage : Reon Radix   | Arbitrage : Reon Radix |

| 6e journée               | Porto Rico                                    | 5 - 1   | Îles Caïmans    | Estadio Juan Ramón Loubriel, Bayamón |                                |
| 26 mars 2023 18:00 UTC−4 | R.Rivera 2e 70e · Díaz 40e · Burgos 89e 90+2e | (2 - 0) | 85e Studenhofft | Arbitrage : Ekaterina Koroleva       | Arbitrage : Ekaterina Koroleva |
| 26 mars 2023 18:00 UTC−4 | Rapport                                       |         |                 | Arbitrage : Ekaterina Koroleva       | Arbitrage : Ekaterina Koroleva |

## Classement général et buteurs

### Classement général
Légende des classements
- Promotion en Ligue B et qualifiée pour les Éliminatoires de la Gold Cup 2023

| Ligue C | Ligue C                     | Ligue C                         | Ligue C | Ligue C | Ligue C | Ligue C | Ligue C | Ligue C | Ligue C | Ligue C |
| Rang    | Nation                      | Parcours                        | Gr.     | MJ      | G       | N       | P       | Pts     | BM      | BE      |
| ------- | --------------------------- | ------------------------------- | ------- | ------- | ------- | ------- | ------- | ------- | ------- | ------- |
| 1er     | Porto Rico                  | Meilleur premier de groupe      | D       | 4       | 4       | 0       | 0       | 12      | 17      | 2       |
| 2e      | Sainte-Lucie                | 2e meilleur premier de groupe   | C       | 4       | 4       | 0       | 0       | 12      | 8       | 2       |
| 3e      | Saint-Christophe-et-Niévès  | 3e meilleur premier de groupe   | B       | 4       | 3       | 1       | 0       | 10      | 9       | 4       |
| 4e      | Sint Maarten                | 4e meilleur premier de groupe   | A       | 4       | 2       | 1       | 1       | 7       | 16      | 7       |
|         |                             |                                 |         |         |         |         |         |         |         |         |
| 5e      | Aruba                       | Meilleur deuxième de groupe     | B       | 4       | 1       | 1       | 2       | 4       | 5       | 5       |
| 6e      | Bonaire                     | 2e meilleur deuxième de groupe  | A       | 4       | 1       | 1       | 2       | 4       | 8       | 10      |
| 7e      | Dominique                   | 3e meilleur deuxième de groupe  | C       | 4       | 0       | 2       | 2       | 2       | 2       | 5       |
| 8e      | Îles Caïmans                | 4e meilleur deuxième de groupe  | D       | 4       | 0       | 2       | 2       | 2       | 3       | 10      |
|         |                             |                                 |         |         |         |         |         |         |         |         |
| 9e      | Îles Turques-et-Caïques     | Meilleur troisième de groupe    | A       | 4       | 2       | 0       | 2       | 6       | 7       | 13      |
| 10e     | Anguilla                    | 2e meilleur troisième de groupe | C       | 4       | 0       | 2       | 2       | 2       | 2       | 5       |
| 11e     | Saint-Martin                | 3e meilleur troisième de groupe | B       | 4       | 0       | 2       | 2       | 2       | 2       | 7       |
| 12e     | Îles Vierges britanniques   | 4e meilleur troisième de groupe | D       | 4       | 0       | 2       | 2       | 2       | 3       | 11      |
|         |                             |                                 |         |         |         |         |         |         |         |         |
| 13e     | Îles Vierges des États-Unis | Quatrième du groupe A           | A       | 6       | 1       | 1       | 4       | 4       | 5       | 10      |

### Buteurs
8 buts         
- Gerwin Lake

6 buts       
- Ricardo Rivera

5 buts      
- Ayrton Cicilia

4 buts     
- Billy Forbes

3 buts    
- Kurt Frederick
- Junior Paul

2 buts   
| - Terence Groothusen - Jonathan Libania - Guillermo Montero - Isaac Angking - Joel Burgos - Gerald Díaz - Keithroy Freeman | - Gregson President - Andrus Remy - Pierre-Bertrand Arné - Kay Gerritsen - Sergio Hughes - JC Mack |

1 but  
| - Lamar Carpenter - Jonathan Guishard - Gregor Breinburg - Javier Jiménez - Benjamin Maria - Quincy Hoeve - Christopher Isenia - Berry Sonnenschein - Troy Caesar - Tyler Forbes - Jamie Wilson - Syrus Conolly - Jonah Ebanks - Gunnar Studenhofft - Briel Thomas - Julian Wade - Leandro Antonetti - Darren Ríos - Ian Silva - Zarek Valentin | - Devin Vega - Carlos Bertie - Kalonji Clarke - Vinceroy Nelson - Harry Panayiotou - Romaine Sawyers - Omari Sterling-James - Tiquanny Williams - Jevick MacFarlane - Chovanie Amatkarijo - Jeroen Cox - Elmer de Vries - T-Shawn Illidge - Kymani Jacobs - Ties Kerssies - Jeff Beljour - Karl Shand Jr - Jamie Browne - Karson Kendall - Orion Mills |

contre son camp  (csc)
- Quincy Hoeve
- Quinn Farrell

### Équipe-type
La CONCACAF annonce l'équipe suivante comme le meilleur onze de la Ligue C après la conclusion de la phase de groupes.
| Gardien         | Défenseurs                                      | Milieux                                                  | Attaquants                                |
| --------------- | ----------------------------------------------- | -------------------------------------------------------- | ----------------------------------------- |
| Ramius Stiehler | Sidney Paris Mitchell De Nooijer Kurt Frederick | Gregson President Oliver Hobgood Devin Vega Jeff Beljour | Gerwin Lake Billy Forbes Keithroy Freeman |